# Ci pensa Mainardi
Ci pensa Mainardi è un programma televisivo italiano di cucina, andato in onda su Fox Life nel 2015.

## Trama
Lo chef Andrea Mainardi va nelle case dei cittadini italiani e li aiuta in ricette e piatti unici.

## Stagioni
| Stagione         | Anno | Episodi | Note  |
| ---------------- | ---- | ------- | ----- |
| Prima stagione   | 2015 | 20      | [ 4 ] |
| Seconda stagione | 2016 | 20      | [ 5 ] |